# Izoflavon 3'-hidroksilaza
Izoflavon 3'-hidroksilaza (EC 1.14.13.52, izoflavonska 3'-monooksigenaza) je enzim sa sistematskim imenom formononetin,NADPH:kiseonik oksidoreduktaza (3'-hidroksilacija). Ovaj enzim katalizuje sledeću hemijsku reakciju
formononetin + NADPH + H+ + O2 {\displaystyle \rightleftharpoons } kalikozin + NADP+ +2O
Ovaj enzim je hem-tiolatni protein (P-450). On takođe deluje na biohanin A i druge izoflavone sa 4'-metoksi grupom. On učestvuje u biosintezi pterokarpinskog fitoaleksina.

## Literatura
- Nicholas C. Price; Lewis Stevens (1999). Fundamentals of Enzymology: The Cell and Molecular Biology of Catalytic Proteins (Third изд.). USA: Oxford University Press. ISBN 019850229X.
- Eric J. Toone (2006). Advances in Enzymology and Related Areas of Molecular Biology, Protein Evolution (Volume 75 изд.). Wiley-Interscience. ISBN 0471205036.
- Branden C; Tooze J. Introduction to Protein Structure. New York, NY: Garland Publishing. ISBN 0-8153-2305-0.
- Irwin H. Segel. Enzyme Kinetics: Behavior and Analysis of Rapid Equilibrium and Steady-State Enzyme Systems (Book 44 изд.). Wiley Classics Library. ISBN 0471303097.

## Spoljašnje veze
- Isoflavone+3'-hydroxylase на 